# Ascorhynchus orthorhynchus
Ascorhynchus orthorhynchus is een zeespin uit de familie Ascorhynchidae. De soort behoort tot het geslacht Ascorhynchus. Ascorhynchus orthorhynchus werd in 1881 voor het eerst wetenschappelijk beschreven door Hoek. 